# Coyotepec, Veracruz
Coyotepec är en ort i Mexiko.   Den ligger i kommunen Zentla och delstaten Veracruz, i den sydöstra delen av landet, 260 km öster om huvudstaden Mexico City. Coyotepec ligger 546 meter över havet och antalet invånare är 253.
Terrängen runt Coyotepec är platt åt sydost, men åt nordväst är den kuperad. Terrängen runt Coyotepec sluttar österut. Runt Coyotepec är det ganska tätbefolkat, med 149 invånare per kvadratkilometer. Närmaste större samhälle är Paso del Macho, 7,4 km söder om Coyotepec. Omgivningarna runt Coyotepec är en mosaik av jordbruksmark och naturlig växtlighet.